# Szacki Park Narodowy
Szacki Park Narodowy (ukr. Шацький національний природний парк) – park narodowy położony w obwodzie wołyńskim na Ukrainie. Utworzony 28 grudnia 1983 w celu ochrony rzadkich naturalnych kompleksów w rejonie Jezior Szackich. 

## Historia i charakterystyka
Początkowo posiadał powierzchnię 32 515 ha; w 1999 obszar Parku został powiększony do 48 977 ha (powierzchnia całkowita). Teren parku został podzielony na cztery strefy o różnych reżimach ochronnych. Są to strefy: ochrony ścisłej (5 144,9 ha), regulowanej rekreacji (12 971,1 ha), stacjonarnej rekreacji (978 ha) i gospodarcza (29 883 ha). Największym bogactwem Parku są 24 jeziora o łącznej powierzchni 6400 ha, które stanowią około 14% jego powierzchni. Największym z nich jest jezioro Świtaź, zwane na Ukrainie Ukraińskim Bajkałem (2 750 ha). Ponad połowę powierzchni parku zajmują lasy, w większości bory sosnowe. 4% powierzchni Parku zajmują torfowiska, które występują głównie w pobliżu jezior. Największy kompleks torfowisk znajduje się we wschodniej części Parku. Około 7% powierzchni zajmują łąki, a 25% – pola uprawne i tereny zabudowane. Największą miejscowością jest osiedle miejskie Szack, w którym znajduje się siedziba dyrekcji Parku.
W 2002 Park wszedł w skład szackiego rezerwatu biosfery o powierzchni całkowitej ok. 75 tys. ha.
Aktualnie razem z polskim rezerwatem biosfery Polesie Zachodnie (140 tys. ha) oraz białoruskim rezerwatem biosfery Polesie Nadbużańskie tworzy on Transgraniczny Rezerwat Biosfery Polesie Zachodnie.
Po wybuchu reaktora w elektrowni czernobylskiej, pobierano w latach 1994-2000 próbki gleb z zachodniej części parku. Stwierdzono w nich obecność naturalnych radionuklidów, jak i radioaktywny cez 137 oraz, w mniejszym zakresie, cez 134. Według przewidywań naukowców zmiany stężenia cezu w 50-centymetrowej warstwie gleby będzie następować w tym rejonie do około 2070 roku.

## Przyroda
Flora parku to 789 gatunków roślin, w tym 32 wymienione w Czerwonej Księdze Ukrainy. Fauna to 33 gatunki wymienione w Czerwonej Księdze Ukrainy.
Na terenie Parku wyróżniono 343 gatunki kręgowców: 30 gatunków ryb, 12 gadów, 7 płazów, 250 ptaków i 44 ssaków.
Wśród rzadkich dla regionu oznaczono: strzeblę błotną, karasia pospolitego, ropuchę paskówkę, żółwia błotnego i gniewosza plamistego. Wśród ptaków około 200 to gatunki lęgowe. Do najrzadszych należą: żuraw, cietrzew, bocian czarny, srokosz, gadożer, derkacz, bielik. W końcu XX wieku stwierdzono po raz pierwszy na terenie parku, jak i całego Polesia Wołyńskiego, występowanie nocka dużego. Z najrzadszych ssaków żyją na tym terenie m.in.: gronostaj europejski, borsuk europejski, wydra oraz żbik europejski.

## Większe jeziora wchodzące w skład Parku
- Jezioro Świtaź – powierzchnia ponad 2750 ha (ok. 27,5 km²)
- Jezioro Pulemieckie (lub jezioro Pulmo)[5] – ok. 1635 ha
- Jezioro Łukie – 675 ha
- Jezioro Lucemierz – 430 ha
- Jezioro Ostrowskie – 257 ha
- Jezioro Piaseczno – 187 ha
- Jezioro Krymno – 144 ha
- Jezioro Czarne Wielkie - 82 ha